# Memorie di un cavaliere
Memorie di un cavaliere (Memoirs of a Cavalier) è un romanzo storico di Daniel Defoe pubblicato anonimo nel 1720, senza indicazione di data, col titolo «Memoirs of a Cavalier; or A Military Journal of the Wars in Germany, and the Wars in England. From the Years 1632 to 1648. Written threescore years ago, by an English gentleman, who server first in the army of Gustavus Adolphus, the Glorious King of Sweden, till his death, and after that in the Royal Army of King Charles the First, from the beginning of the Rebellion to the end of the War» (Memorie di un cavaliere; o Diario militare delle guerre in Germania e delle guerre in Inghilterra. Dall'anno 1632, all'anno 1648. Scritte sessanta anni fa da un gentiluomo inglese, arruolato dapprima nell'esercito di Gustavo Adolfo, il glorioso re di Svezia, fino alla di lui morte; e successivamente nell'Esercito Regio del re Carlo I, dall'inizio della ribellione alla fine della guerra).

## Trama

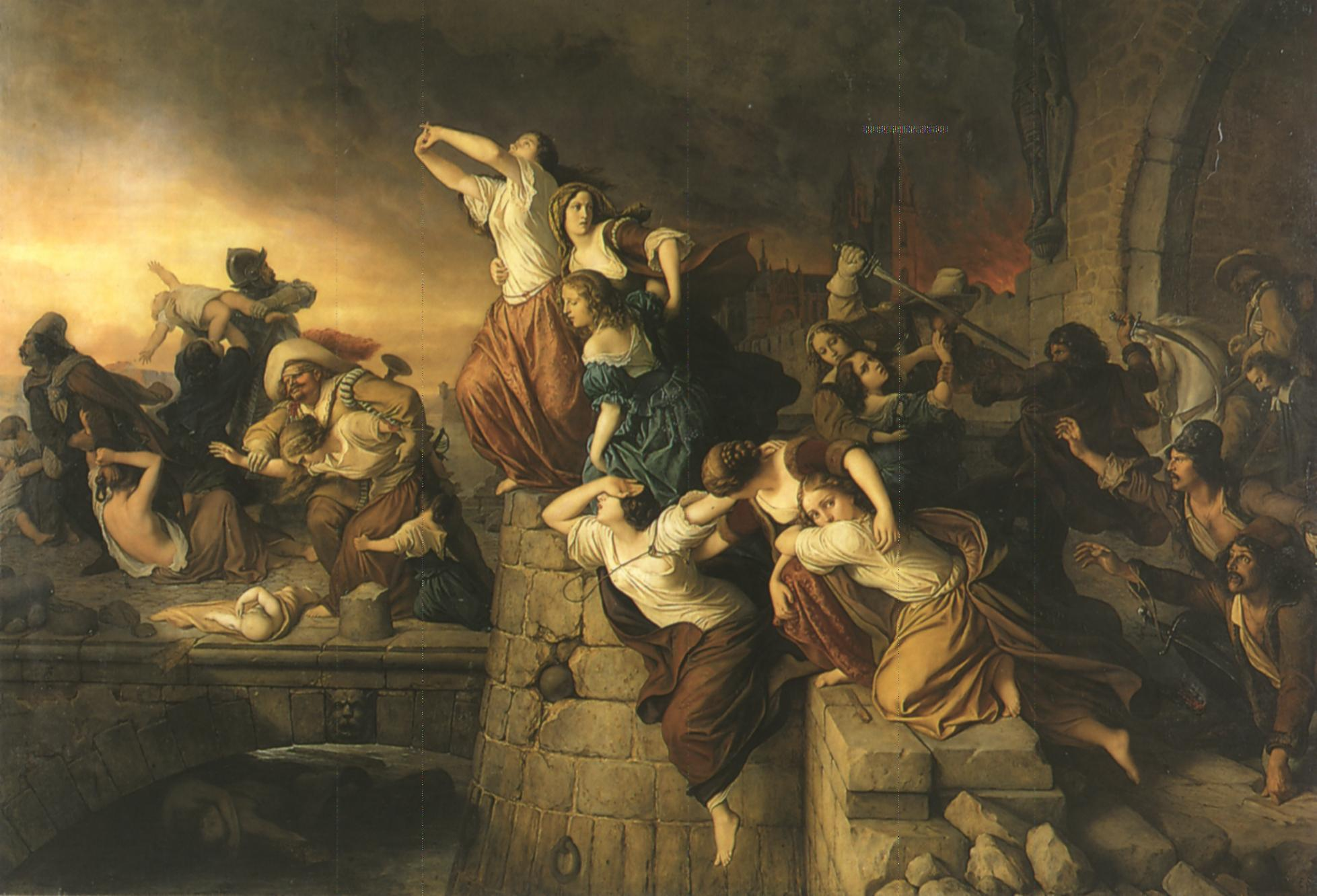
Violenze durante il sacco di Magdeburgo (opera di Eduard Steinbrück)

Nella prefazione l'autore riferisce che le vicende narrate sono la trascrizione di un manoscritto rinvenuto fra le carte di un segretario di stato del re Guglielmo III d'Inghilterra; autore del manoscritto sarebbe stato un giovane gentiluomo inglese, il "Cavalier" del titolo, di cui non si conosce il nome. Nato nella contea di Salop nel 1608, il giovane lasciò la patria il 22 aprile 1630 per intraprendere un viaggio nel continente. Dopo aver trascorso un anno in Francia e in Italia, nell'aprile del 1631 è a Vienna, dove si unì all'esercito dell'imperatore cattolico Ferdinando III d'Asburgo, impegnato nella Guerra dei trent'anni. Il giovane assiste fra l'altro al sacco di Magdeburgo (20 maggio 1631). Il giovane passò quindi al servizio di Gustavo Adolfo, il condottiero protestante sovrano di Svezia, e vi rimase fino alla battaglia di Lützen (1632), quando il re di Svezia perse la vita.

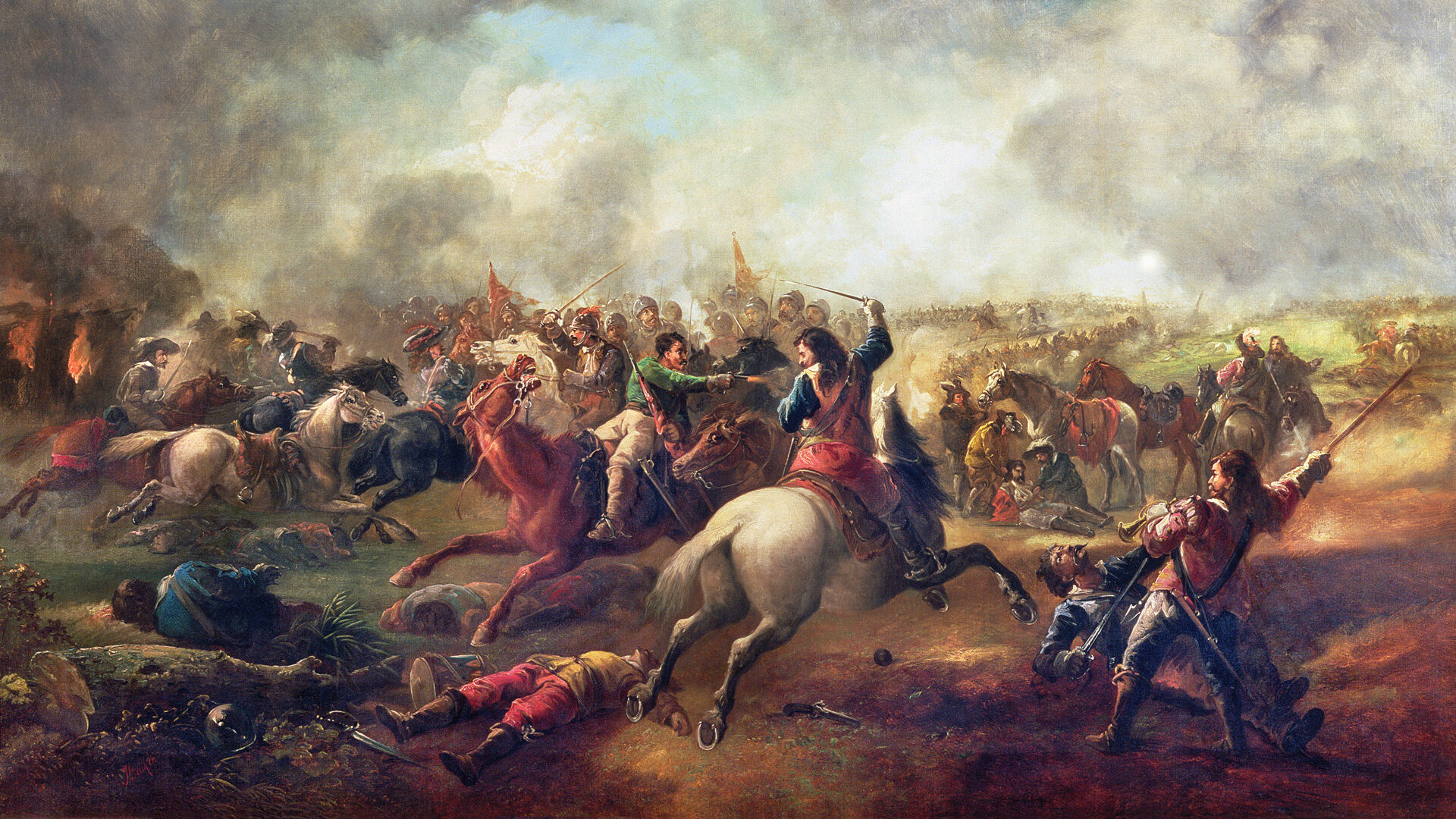
Battaglia di Marston (opera di J. Barker)

Dopo la morte di Gustavo Adolfo, il cavaliere rimase ancora un paio d'anni in Germania, ma poi ritornò in Inghilterra ed entrò nell'esercito regio di Carlo I impegnato nella prima guerra civile inglese. Il nostro Cavalier non motiva la sua adesione alla causa del re. Dopo aver partecipato a numerose battaglie (Edgehill, Naseby, Lansdown, Marston, ecc.) rimase fino alla fine della guerra, nel 1646. La narrazione del cavaliere si conclude con la consegna del Re al Parlamento da parte degli scozzesi, il processo e la decapitazione di Carlo I (1648). Seguono infine alcune "osservazioni" nelle quali il superstizioso cavaliere elenca, riferendosi alle vicende storiche narrate, alcune coincidenze e alcune sue premonizioni avveratesi.

## Critica
Memorie di un cavaliere è stato scritto e pubblicato nel 1720, subito dopo il grande successo di Robinson Crusoe, pubblicato l'anno precedente. Anche il nuovo romanzo, come il precedente, si presenta come un volume di memorie autobiografiche di un personaggio immaginario, ma presentate come autentiche. L'uso della prima persona, la presenza di dettagli insignificanti e di un linguaggio colloquiale, danno l'impressione di autenticità. Le Memorie di un cavaliere inoltre sono inserite in un ben preciso quadro storico: è pertanto il primo romanzo storico, un genere a cui nel secolo successivo si ispirarono Walter Scott e Alessandro Manzoni. Lo scrittore si è certamente servito, per compilare quest'opera, di fonti e documenti storici, ma evidentemente la fretta con cui componeva i suoi romanzi lo indusse talora in errore; per esempio, nel racconto della battaglia di Marston Moor Defoe afferma che il principe Rupert comandava l'ala sinistra dello schieramento realista, mentre in realtà Rupert ha comandato l'ala destra. Tuttavia nel romanzo la narrazione delle varie battaglie è sempre molto coinvolgente.

## Edizioni

### In lingua inglese
- Memoirs of a Cavalier; or A Military Journal of the Wars in Germany, and the Wars in England. From the Years 1632 to 1648. Written threescore years ago, by an English gentleman, who server first in the army of Gustavus Adolphus, the Glorious King of Sweden, till his death, and after that in the Royal Army of King Charles the First, from the beginning of the Rebellion to the end of the War, London: Printed for A. Bell at the Cross Keys in Cornhill, J. Osborn at the Oxford Arms in Lombard-Street, W. Taylor at the Ship and Swan, and T. Warner at the Black Boy in Pater-Noster-Row, s.d. (1720)
- Daniel Defoe, Memoirs of a Cavalier, 2 voll. Edinburgh: J. Ballantyne, 1809. Vol. I (Google Books) e vol. II (Google Books)
- Memoirs of a Cavalier; or A Military Journal of the Wars in Germany, and the Wars in England From the Year 1632 to the Year 1648; Edited with Introduction and Notes by Elizabeth O'Neill, Cambridge: Cambridge University Press, 1922 (Internet Archive)
- Memoirs of a cavalier or a Military journal of the wars in Germany and the wars in England; edited by James T. Boulton; with a new introduction by John Mullan, Oxford; New York: Oxford University Press, 1991, Coll. The worldʼs classics, ISBN 01-92-82710-3

### Traduzioni in italiano
- Memorie di un cavaliere; introduzione e traduzione di Pino Bava, Torino: Boringhieri, 1961
- Memorie di un cavaliere, o Diario militare delle guerre in Germania e delle guerre in Inghilterra, dall'anno 1632 all'anno 1648. Scritte sessanta anni fa da un gentiluomo inglese, arruolato dapprima nell'esercito di Gustavo Adolfo, il glorioso re di Svezia, fino alla di lui morte; e successivamente nell'esercito regio del re Carlo I, dall'inizio della ribellione alla fine della guerra; a cura di Paolo Del Colle; traduzione di Vito Bianco, Roma: Fazi, 1997, ISBN 88-8112-051-8
- Memorie di un cavaliere; a cura di Marialuisa Bignami, Milano: A. Mondadori, 1999, ISBN 88-04-46427-5